# Nemschenreuth
Nemschenreuth (oberfränkisch: Nemscharat, Emscharat oder Henschmarat) ist ein Gemeindeteil der Stadt Pegnitz im Landkreis Bayreuth (Oberfranken, Bayern). Nemschenreuth liegt in der Gemarkung Hainbronn.

## Lage
Das Dorf bildet mit Pegnitz im Norden eine geschlossene Siedlung. Eine Gemeindeverbindungsstraße (=Veldensteiner Straße) führt zur Bundesstraße 2 (0,4 km nördlich) bzw. nach Horlach (1,5 km südlich). Die Ortsstraße „Am Arzberg“ führt zur Staatsstraße 2162 bei Hainbronn (1,7 km östlich).

## Geschichte
Der Ort wurde 1348 als „Nemensreut“ erstmals schriftlich erwähnt. Das Bestimmungswort des dem Ortsnamen zugrundeliegenden Flurnamen ist nemeč (slawisch für Deutscher). Dementsprechend war die Gegend ursprünglich von Slawen besiedelt, so dass hervorgehoben werden musste, dass diese Rodung von einem Deutschen erfolgte.
Mit dem Gemeindeedikt (frühes 19. Jahrhundert) wurde Nemschenreuth dem Steuerdistrikt Hainbronn und der Ruralgemeinde Hainbronn zugewiesen. Am 1. Mai 1978 wurde Nemschenreuth im Zuge der Gebietsreform in Bayern nach Pegnitz eingegliedert.